# Уэбб, Уильям Джеймс
Уильям Джеймс Уэбб (англ. William James Webbe (or Webb); 13 июня 1830, Редрат, Юго-Западная Англия — 1904) — британский художник, анималист и ориенталист, близкий к прерафаэлитам.

## Биография
Родился в 1830 году в Редруте, Корнуолл. Был одним из восьми детей методистского священника Сэмюэля Уэбба и его жены Сары, урождённой Стиррап (Stirrup), которая происходила из семьи богатого гончара, и некоторые из братьев Уильяма-Джеймса пошли по её стопам, став владельцами гончарного производства.
Учился живописи в Германии, в Дюссельдорфской академии художеств, где познакомился с творчеством назарейцев. В 1853 году вернулся в Британию и в том же году дебютировал со своими работами на ежегодной выставке Королевской академии художеств в Лондоне. В дальнейшем регулярно выставлялся на основных выставочных площадках британской столицы: в уже упомянутой Академии, Британском институте и Королевском обществе британских художников.
В 1850-е годы Уэбб одним из первых применил творческую манеру прерафаэлитов к анималистической живописи. Многие из наиболее известных работ художника были написаны именно тогда. В 1862 году Уэбб совершил паломничество в Иерусалим, после чего преимущественно создавал картины на ориентальные темы. Некоторые из его работ этого периода по-прежнему выполнены в стилистике прерафаэлитов, тогда как другие следуют академическим образцам. При этом, даже для ориентальных работ Уэбба характерен интерес к живой природе — ослам, собакам, овцам, лошадям…
Уэбб был женат и имел дочь и сына. Согласно переписи 1901 года, Уэбб, его жена и незамужняя хорошо образованная дочь, преподававшая естественные науки, проживали вместе в собственном доме Уильяма в графстве Мидлсекс поблизости от Лондона.
Скончался художник Уильям Джеймс Уэбб в 1904 году.

## Галерея
- Неосторожный вор, 1860
- Два ягнёнка в хлеву, 1853
- Сумерки, 1855
- Кролик у входа в свою нору среди растений, 1855
- Белая сова, 1856
- Путь домой, 1869
- Белый терьер у мшистого обрыва, 1871
- Улица в Иерусалиме, 1867